# Каталонський модерн

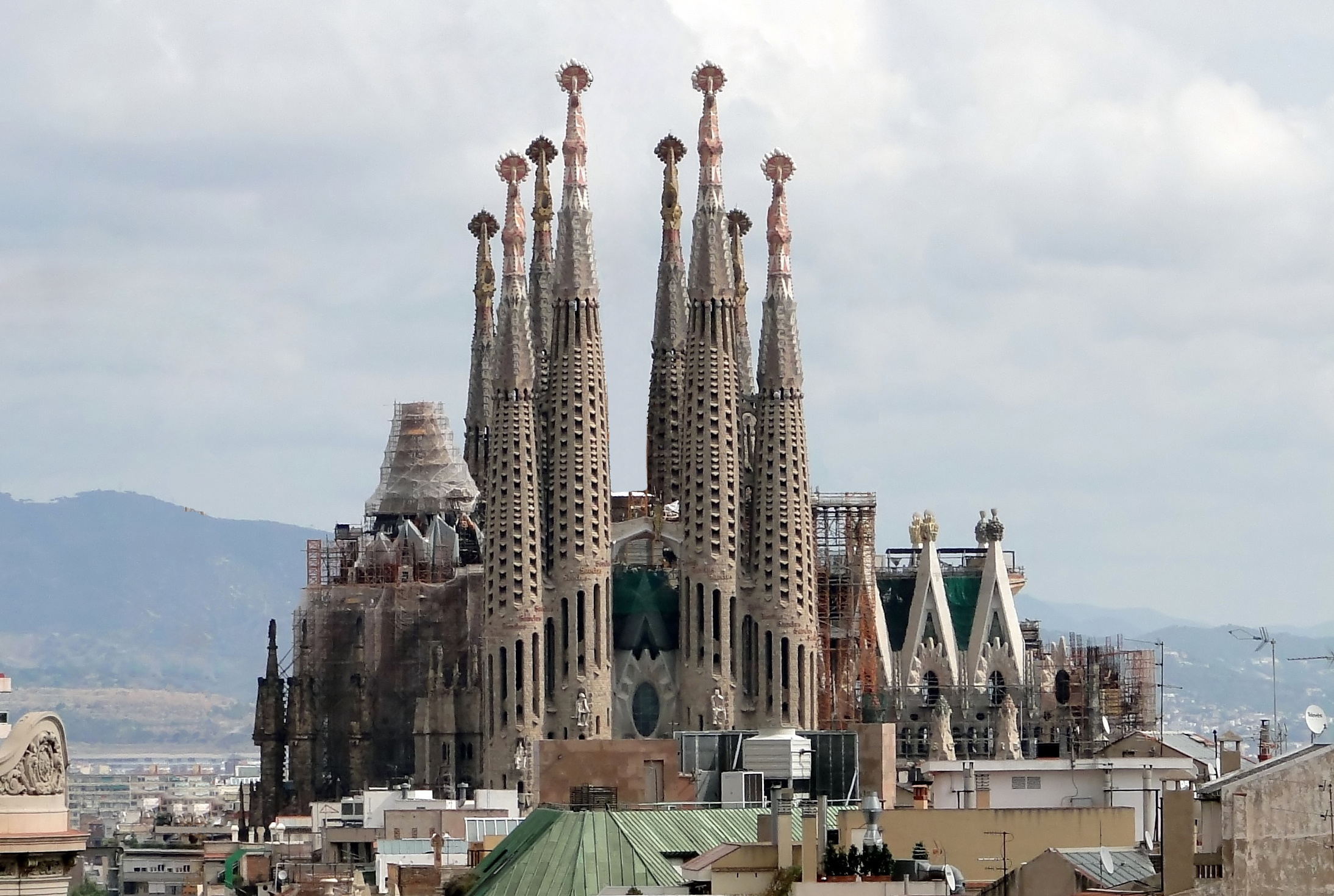
Храм Святого Сімейства, Антоніо Гауді

Каталонський модерн (кат. Modernisme català) — суспільно-культурний рух кінця XIX — початку XX століття в Каталонії. Він знайшов своє відображення в мистецтві, архітектурі, літературі і музиці. Найяскравіший відгук цей напрямок одержав в архітектурі Каталонії, переважно у Барселоні. Одним з найяскравіших представників каталонського модерну є Антоніо Гауді. Джерелом мистецтва і архітектури стилю модерн були розвинені на європейському континенті у XIX столітті неоготика і неоромантизм.

## Виникнення
Антоніо Гауді перекинув своєрідний міст від готики до модерну. Архітектор використовував досягнення готики у творах. У період з 1885 і по 1920 рр. Гауді знайшов власний оригінальний стиль, названий «каталонським модерном». Нові будівельні технології та матеріали використовувались для створення штучних форм, які наслідували живу природу. Майстер створював лінії, які нагадували конфігурацію скель, дерев або морських раковин. Слідуючи формам живої природи, Гауді прикрашав споруди різними мотивами рослинного і тваринного світу. У традиції мистецтва бароко його приваблювала свобода і неймовірна пластика. Архітектор першим ввів секційне перекриття з незалежними несучими стінами і винайшов безопорному систему перекриттів; випробував опорні конструкції з армованого бетону; ввів купольні оболонки; став використовувати параболічні форми арок і перекриттів; запровадив метод математичного моделювання при прорахунку навантажень на арки й куполи; заново ввів похилі колони. Гауді старанно уникав залізобетонних конструкції, які входили в моду, і віддавав перевагу цеглі, каменю і глині.
Каталонський модерн мав важливий вплив на художників модернізму, які сприйняли ідеї і бажали, щоб каталонська культура розглядалася як рівна культурі інших європейських країн.

## Риси
Каталонський модерн сформувався на рубежі XIX—XX століть, для нього характерні яскравість і незвичність. Його основна форма вираження була в архітектурі, але було залучено багато інших видів мистецтва (живопис, скульптура тощо), і особливо дизайн та декоративно-прикладне мистецтво (столярні вироби, коване залізо, керамічна плитка, кераміка, виготовлення скла, срібло і ювелірні роботи тощо), які були особливо важливими для архітектури. Окрім поєднання багатого різноманіття історично похідних елементів, він характеризується перевагою кривої над прямою лінією, багатим оздобленням та деталізацією, частим використанням рослинних та інших органічних мотивів, смаком до асиметрії, вишуканий естетизм і динамічні форми. Представники напряму продумували все до дрібниць, поєднували користь і красу, функціональність і зручність. Плавні лінії, які зустрічаються в живій природі, в композиції набували геометрично правильних контурів. Декор модерну базувався на рослинному орнаменті.

## Архітектура
Найранішнім прикладом архітектури каталонського модерну є Замок Трьох Драконів, спроєктований Люлісом Доменеком і Монтанером у парку Сьютадела для Універсальної виставки Барселони 1888 року. Це пошук своєрідного стилю для Каталонії, спираючись на середньовічний та арабський стилі. Каталонський модерн був тісно пов'язаний з англійським рухом мистецтв та готичним відродженням. У той час, як Барселона була центром будівництва у стилі модерну, місцеві будівельні підприємства зводили промислові будівлі та дачні будинки у багатьох каталонських містах, зокрема, в Терассі та Реусі. Видатним прикладом є текстильна фабрика, в якій зараз знаходиться Каталонський національний технічний музей.
Архітектура модерну була високотехнологічна, органічна, індивідуальна і національна. Зодчі часто зверталися до образів природи. Але вони не копіювали, а художньо переосмислювали.
На основі готичної конструкції була винайдена фірмова «параболічна» арка, феноменальні конструктивні властивості якої математично були прораховані і змодельовані значно пізніше.
Архітектурні споруди насичені символами і алегоріями, вони відводять глядача у світ казок, легенд і переказів. Закруглені вежі, витончені металеві орнаменти у вигляді пальмового листя, ритмічно чергуються пояси арок, глухі вікна з кованими решітками
Представники каталонського модерну здебільшого зайняли дві позиції: або виокремлювали себе у богемному відношенні (поети декадентів і парнасів, драматурги-символісти тощо), або намагалися використовувати мистецтво для зміни суспільства (архітектори та дизайнери модернізму тощо).

### Архітектори
Було більше ста архітекторів, які збудували споруди у стилі каталонський модерн, троє з яких особливо відомі своїми будівлями: Антоніо Гауді, Луїс Доменек-і-Монтанер та Жузеп Пуч-і-Кадафалк. Антоні Гауді вийшов за межі сучасного модернізму, створивши особистий стиль на основі спостереження за природою та використання традиційних каталонських будівельних традицій. Він використовував регульовані геометричні фігури як гіперболічний параболоїд , гіперболоїд, гелікоїд та коноїд.
Луїс Доменек-і-Монтанер створив альтернативну архітектуру. Він працював у напрямку сучасного та міжнародного стилів, його робота характеризується поєднанням конструктивного раціоналізму та орнаментів, натхненних іспано-арабською архітектурою, як це видно в Палаці каталонської музики, в лікарні Сан-Пау або в Інституті Пере Мата Реуса. Його готель у Барселоні (зруйнований після Всесвітньої виставки 1888 р.) був раннім прикладом техніки промислового будівництва.
Жузеп Пуч-і-Кадафалк був каталонським архітектором і політиком, який брав участь у різних проєктах відновлення старих будівель. Однією з найвідоміших його справ є відбудова будинку Амальє. Він має елементи як у каталонській традиції, так і в інших, що походять з Нідерландів чи німецької готики. Неоготика також помітна у його винному заводі Кодорню (1904).
Інші архітектори:
- Енрік Саньє
- Жосеп Доменеч-і-Эстапа
- Хоан Рубіо
- Жозеп Марія Жужоль
- Бернарді Марторель
- Чезар Мартінель
- Пабло Монгуйо
- Гаспар Беннассар-і-Монер

## «Шлях модернізму»
Водночас із приходом «доби модерн» у Барселоні розпочалась реконструкція міських кварталів. Зносились старі міські укріплень, розширювалась міська територія. Зводять нові будинки і Барселона стала одним із міст з найбільшою кількістю будівель у стилі «модерн».
Нині у Барселоні прокладений особливий «шлях модернізму» (Шаблон:Lang-сa), який проходить через усе місто. У один маршрут поєднано 116 будівель, які побудовані у стилі каталонського модерну.

## Центр каталонського модерну
Центром мистецького життя серед прихильників каталонського «модернізм» є літературно-художній кафе-бар «У чотирьох котів» (Els Quatre Gats). Бар облаштований у стилі паризького кабаре «Чорний кіт» (Le Chat Noir). Був відкритий у червні 1897 року у будівлі Casa Martí, побудованій за проектом архітектора Жозепа Пуч-і-Кадафалка. Знову відкрився у 1978 році. Тут проходять художні виставки і читаються для всіх бажаючих лекції з проблем сучасного мистецтва. Барселонське кафе «У чотирьох котів» видавав д власний літературно-художній журнал.

## Представники у живописі
- Сантьяго Рузіньол
- Мікуель Утрілло
- Рамон Касас-і-Карбо
- Ерменехільдо Англада Камараса
- Ісідре Нонель
- Гаспар Кампс-і-Хуніент
- Жоакім Мир-і-Тріншет
- Себастія Жуньєт
- Александр де Ріквер

## Занепад
Поки диктатура Мігеля Примо де Рівери не придушила публічне використання каталонської мови, модерн був надзвичайно популярним у Каталонії. Однак зв'язки між каталонським мистецтвом 1930-х років та модернізмом не є чіткими, оскільки художники свідомо не намагалися продовжити будь-яку традицію.
Архітектура модерну збереглася довше. Іспанське місто Мелілья в Північній Африці пережило економічне піднесення на межі 20 століття. Майстерні, створені там каталонським архітектором Енрік Ньєто-і-Ньєто, продовжували виробляти прикраси в цьому стилі навіть тоді, коли це не виходило з моди в Барселоні. Тому Мелілья має другу за величиною концентрацію робіт у стилі модернізму після Барселони.